# Turjaci
Turjaci  su naselje (selo) udaljeno 4 kilometra od grada Sinja.

## Zemljopisni položaj
Naselje Turjaci se nalazi na jugozapadnom rubu Sinjskog polja uz prometnicu koja povezuje gradove Sinj i Trilj .

## Stanovništvo
| broj stanovnika | 544   | 661   | 603   | 748   | 821   | 997   | 998   | 1194  | 1143  | 1251  | 1281  | 1319  | 1403  | 1259  | 1169  | 1138  | 1014  |
|                 | 1857. | 1869. | 1880. | 1890. | 1900. | 1910. | 1921. | 1931. | 1948. | 1953. | 1961. | 1971. | 1981. | 1991. | 2001. | 2011. | 2021. |

## Povijest
U NOB-u tijekom Drugog svjetskog rata sudjelovalo je 130 stanovnika.

## Zanimljivosti
U naselju se nalazi crkva svetog Antuna Padovanskog kojeg mještani slave uz prigodnu procesiju i pučko slavlje (dernek) 13. lipnja.
Naselje je ugroženo već dugi niz godina divljim odlagalištem komunalnog otpada na obližnjem lokalitetu Kukuzovac – Mojanka zbog kojega stanovnici Turjaka, obližnjih Košuta i Brnaza traže povećanje naknade koju isplaćuje lokalno poduzeće “Vodovod i čistoća” za ugrožena naselja te sanaciju postojećeg deponija ali dugi niz godina problem ostaje neriješen. Stanovništvo je u nekoliko navrata blokiralo prilazne putove prema deponiju i onemogućilo odlaganje otpada na duže vrijeme.